# Mefin Davies
David Mefin Davies (Nantgaredig, 2 settembre 1972) è un ex rugbista a 15 e allenatore di rugby britannico, internazionale per il Galles, in carriera attivo nel ruolo di tallonatore; dal 2020 è allenatore della mischia dei Dragons.

## Palmarès
- Premiership: 2
Leicester: 2008-09, 2009-10
- Challenge Cup: 1
Gloucester: 2005-06